# Clube Atlético Mogi das Cruzes de Futebol
O Clube Atlético Mogi das Cruzes de Futebol (mais conhecido como Atlético Mogi) é um clube brasileiro de futebol da cidade de Mogi das Cruzes, região metropolitana do estado de São Paulo. Foi fundado em 19 de abril de 2004 e suas cores são o azul e o branco.
Atualmente o Clube Atlético Mogi disputa seus jogos e partidas oficiais no estádio Francisco Ribeiro Nogueira, mas conhecido como Nogueirão.
O time também é conhecido como o "Pior Time Do Mundo" superando o íbis como o pior de todos

## História
O Atlético Mogi foi fundado em 19 de abril de 2004 com o nome de Mogi das Cruzes Futebol Clube. Seu principal rival é o União Mogi.
Estreou em competições profissionais em 2005, pelo Campeonato Paulista da Segunda Divisão (na prática a quarta divisão), disputando essa divisão até 2007, visto que se licenciou no ano seguinte. Voltou às atividades profissionais no ano de 2009, agora com novo nome: Clube Atlético Mogi das Cruzes de Futebol, disputando a mesma Segunda Divisão, onde fez boa campanha mas acabou sendo eliminado na 3ª fase. No ano de 2010, foi eliminado na 1ª fase. Licenciou-se novamente em 2011. Voltou em 2012 novamente na Segunda Divisão, sendo eliminado na 2ª fase. Em 2013, caiu na 1ª fase. Em 2014, novamente a equipe é eliminada na 1ª fase. Em 2015, licencia-se novamente. Retornou em 2016, sendo eliminado na 1ª fase da Segunda Divisão. No ano de 2017, foi novamente eliminado na 1ª fase, realizando a pior campanha de seu grupo.
Em 11 de junho de 2022, o Atlético Mogi se igualou ao recorde negativo do Íbis, de conseguir ficar 55 partidas sem vencer. Esse recorde foi conquistado após uma goleada de 9 a 0 sofrida contra o Joseense. O jejum de vitórias durou quase seis anos, sendo à última vitória ocorrida em 2017, contra o Real Cubatense, vencendo por 1 a 0. A sequência de 62 jogos sem vitórias foi encerrada em 27 de Maio de 2023, quando o Atlético Mogi venceu o Guarulhos por 1 a 0.  No jogo seguinte contra seu rival União Mogi venceu a segunda partida seguida e encerrando um jejum de 7 anos sem ganhar do rival.

## Estatísticas

### Participações
| Aumento | Promovido à divisão superior  |
| Baixa   | Rebaixado à divisão inferior  |
| Inativo | Licenciamento no ano seguinte |

|  | Participações em 2024 |

| Competição | Competição      | Temporadas | Melhor campanha     | Anos                                          | A | R |
| São Paulo  | Série A4        | 16         | 12º colocado (2009) | 2005-2007 , 2009-2010 , 2012-2014 e 2016-2023 | – | 1 |
| São Paulo  | Segunda Divisão | 1          | 15º colocado (2024) | 2024                                          | – |   |

### Últimas dez temporadas
Legenda:
| Campeão Vice-campeão Eliminado nas semifinais | Campeão e promovido à divisão superior Vice-campeão e/ou promovido à divisão superior Rebaixado à divisão inferior | Classificado à fase de grupos da Copa Libertadores Classificado à fase preliminar da Copa Libertadores Classificado à Copa Sul-Americana |